# Batur
Bātur (in dari باتور), è un zona ed è situato nel distretto di Nawur, nella provincia di Ghazni, in Afghanistan. È noto per la sua bellezza naturale, le risorse idriche e il valore culturale tra le comunità locali. Si trova nella parte settentrionale del distretto di Nawur.